# كيوشي أكي
كيوشي أكي (باليابانية: 安藝清؛ بالكانا: あき きよし) هو شخصية أعمال ياباني، ولد في 13 سبتمبر 1947.